# 기록 처리일정표
기록 처리일정표란 인벤토리를 기반으로 해서 얻는 정보로 만든 것으로, 기관의 일반행정과 유지 관리 사무 등 여러 기관이 공통적으로 수행하는 기능과 관련된 기록에 대해 보유기간과 처분방법을 정해놓은 처분의 기준을 말한다.

## 기능
- 모든 기록관리 시스템의 기본 요소
- 기록물의 생애주기 전반에 걸쳐서 기록물 통제

## 주요 내용
- 기록물을 어디서 보유, 보존할 것인가를 결정
- 얼마나 기록물을 유지할 것인가
- 생애주기가 종료될 때 기록물이 어떻게 처리될 것인가
- 보유일정표를 통하여, 기록물에 대한 일시적인 즉석사진에 불과했던 인벤토리가 기록물에 대한 지속적은 통제 및 처리행위에 대한 지침이 될 수 있음[1]

## 종류
1. 특수 처리일정표 : 특정한 조직단위 내의 개별시리즈를 관리하는데 사용하는 것
2. 공통 처리일정표 : 해당 조직 내의 모든 기록물에 적용될 수 있는 것

## 구성
1. 시리즈의 출처와 기능
2. 시리즈의 제목
3. 파일 분류 코드(해당되는 경우)
4. 보존기간
5. 보존장소
6. 처리방법

- 처리일정표는 모든 유형의 문서와 매체에 적용되어야 한다.
- 행정단위 내의 모든 기록물에 적용되어야 한다.
- 공공부분의 경우 처리일정표는 기록물검토위원회에 의해 승인받는 것이 일반적이고 기록물검토위원회의 결정을 통해 처리일정표가 법적 권한을 받음.

## 기타 효용성
1. 잘 계획된 일정표는 아키비스트들에게 기록물을 통제하는데 필요한 정보를 충실히 제공하여 초기의 이관, 정리, 기술, 이용을 쉽게 해준다.
2. 포괄적인 리스트 제공을 용이하게 하여 향상된 아카이브즈 열람 서비스 제공이 용이하게 한다.

## 같이 보기
- 기록 관리